# Jacqueline Lamba
Pour les articles homonymes, voir Lamba.
Jacqueline Lamba, née à Saint-Mandé (Val-de-Marne) le 17 novembre 1910 et morte à Rochecorbon (Indre-et-Loire) le 20 juillet 1993, est une peintre, décoratrice et plasticienne française.

## Biographie
Jacqueline Mathilde Lamba est la seconde fille de José Lamba, ingénieur agronome, et de Jane Pinon.

### Quatorze-Juillet
En 1912, la famille Lamba rejoint le père en poste au Caire. Le 27 février 1914, ce dernier meurt dans un accident de la circulation à Héliopolis.
De retour en France, elle suit des cours de peinture et fréquente le musée Galliera dont le père de son amie Marianne Clouzot est le conservateur. Son apparence physique ainsi que sa personnalité « ardente et forte » lui valent le surnom de Quatorze-Juillet.
En 1926, elle entre à l'école de l'Union Centrale des Arts Décoratifs où elle rencontre Dora Maar, puis à l'école des Beaux-Arts dans l'atelier d'André Lhote. Par ailleurs, ses inclinations politiques l'amènent à fréquenter les étudiants communistes et gauchistes.
En 1927 sa mère meurt de la tuberculose.
Jacqueline Lamba enseigne le français à Cardiff, puis en Grèce. Elle revient ensuite à Paris où elle est engagée comme décoratrice au grand magasin des Trois Quartiers.
En 1932 ou 1933, elle est danseuse dans un ballet aquatique au Coliseum, une ancienne piscine transformée en music-hall. André Breton : « L'air de danser dans la mesure même où il s'est opposé pour moi à l'air de danser d'une femme qui marche, semble même ici désigner l'air de danser sous l'eau que, comme moi, ceux de mes amis qui l'ont vue par la suite évoluer dans la piscine lui ont trouvé généralement. »
Elle découvre le surréalisme par l'intermédiaire de son cousin André Delons qui est membre du groupe le Grand Jeu. Il lui fait lire les œuvres de Breton, et notamment le récit Nadja. Si ce livre impressionne Jacqueline Lamba et lui donne l'envie de rencontrer son auteur, il semble qu'elle soit plus attentive aux prises de positions politiques des surréalistes qu'à leurs productions littéraires.

### La Nuit du tournesol
Son entrée en scène est annoncée, le 10 avril 1934, par le propos d'un plongeur de restaurant adressé à une serveuse « Ici l'on dîne ! », que Breton comprend « Ici l'Ondine ».
Le 29 mai 1934, au café Cyrano de la place Blanche, Breton est ébloui par une femme « qu'à cette place, [il trouve] scandaleusement belle ». Un détail ne manque pas de piquer sa curiosité, elle est en train d'écrire. De lui écrire, probablement, aime-t-il à penser. Effectivement, elle lui écrivait, mais on ne lui a jamais remis la lettre. Il l'attend hors du café, elle sort, il l'aborde, « le visage que j'avais follement craint de ne jamais revoir se trouvait tourné vers moi de si près que son sourire à cette seconde me laisse aujourd'hui le souvenir d'un écureuil tenant une noisette verte. » Elle lui donne un rendez-vous à minuit, après son spectacle. Toute la nuit, ils se promènent de Pigalle jusqu'à la rue Gît-le-Cœur en passant par le quartier des Halles et la Tour Saint-Jacques.
Quelques jours plus tard, Breton se rappelle un poème écrit en 1923, Tournesol dont les coïncidences sont telles qu'il est convaincu de sa valeur prémonitoire. Jacqueline Lamba lui apparaît comme « la toute-puissante ordonnatrice de la nuit du tournesol ». La rencontre s'est produite dans des conditions si troublantes que Breton a longtemps hésité à les rendre publiques.
Ils se marient moins de trois mois après, le 14 août. Alberto Giacometti est le témoin de Jacqueline Lamba, Paul Éluard celui de Breton. Man Ray immortalise cette journée par une photographie de Jacqueline posant nue au milieu des trois hommes, citation du tableau d'Édouard Manet, Le Déjeuner sur l'herbe.
Dès lors, Jacqueline Lamba participe aux manifestations surréalistes. Elle réalise des « peintures prismatiques » influencées par Matta et André Masson, des aquarelles, des objets, des cartes postales surréalistes (Pont du demi-sommeil), des décalcomanies qu'elle expose à Paris : Exposition d'Objets surréalistes à la galerie Charles Ratton (mai 1936) et Exposition internationale du surréalisme, galerie des Beaux-Arts (janvier 1938), Londres : The International surrealist exhibition (juin 1936) et New York : Fantastic art, Dada and surrealism, (décembre 1936).
Elle accompagne Breton à Prague (janvier 1935), puis à Santa Cruz de Ténérife (Canaries, mai 1935).

### Enfants et divorces
Le 20 décembre 1935, Jacqueline donne naissance à une fille, Aube, qu'elle abandonnera huit mois plus tard pour se réfugier en Corse, laissant Breton seul s'occuper d'Aube pendant plus d'un mois.
Mais le couple se reconstitue et en 1937 paraît L'Amour fou de Breton dont Jacqueline est le personnage central.
Le 2 avril 1938, Jacqueline et Breton embarquent pour un séjour de quatre mois au Mexique, laissant Aube (âgée de deux ans) chez André Masson et sa femme. Jacqueline sera reçue chez les peintres Frida Kahlo et Diego Rivera en septembre. Elle y rencontre Leon Trotsky, en exil, et noue une amitié profonde et réciproque avec Frida. « Le bateau et le quai et le départ qui peu à peu te rendaient minuscule à mes yeux, écrira Frida, prisonniers de ce hublot rond, que tu regardais pour me garder dans ton cœur. Tout cela est intact. Après, sont venus les jours vierges de toi. Aujourd'hui, j'aimerais que mon soleil te touche. Je te dis que ta petite fille est ma petite fille, les personnages marionnettes rangés dans leur grande chambre vitrée sont à nous deux... »
Au début de l'année 1940, Jacqueline et Aube quittent Paris pour Royan où elle retrouve Dora Maar et Pablo Picasso. Après l'armistice et la démobilisation, Breton retrouve sa femme et sa fille à Salon-de-Provence (Bouches-du-Rhône) chez Pierre Mabille, au mois de juillet.

Au mois d'octobre, ils sont accueillis par Varian Fry, l'organisateur du Comité américain de secours aux intellectuels, à la villa Air-Bel à Marseille. S'y retrouvent également quelques artistes, surréalistes ou non, comme Victor Brauner, Max Ernst, Wifredo Lam, Benjamin Péret, Victor Serge qui attendent un visa de sortie. V. Serge : « Nous avions baptisé "Espervisa", ce château délabré. » Pour tromper l'ennui, on dessine des « cadavres exquis » et un jeu de cartes inspiré du tarot divinatoire : le Jeu de Marseille. Jacqueline Lamba dessine La Roue sanglante et Baudelaire. Génie d'Amour - Flamme (janvier-mars 1941).
Le 25 mars 1941, ils embarquent à destination des États-Unis. À l'escale de Fort-de-France, en Martinique, Breton est retenu au camp du Lazaret, puis libéré sous caution. Ils arrivent enfin à New York le 14 juillet.
L'entente de Jacqueline et Breton est minée par les difficultés matérielles et les désaccords conjugaux mal maîtrisés. Jacqueline quitte Breton en octobre 1942 pour s'installer avec le peintre David Hare, emmenant leur fille Aube. David Hare est un poète qui a été présenté à Breton par Kay Sage ; Breton avait choisi Hare pour diriger la revue VVV, créée par lui-même au début de cette même année. Jacqueline était chargée de traduire les échanges entre les deux hommes, Breton ne parlant pas anglais.
À cette époque Jacqueline contribue à deux expositions collectives à la galerie Arts of this century de New York : Objects, drawings, photographs, paintings, sculptures, collages 1910-1942 (octobre 1942) et Exhibition by 31 women (janvier 1943).
En 1944, Jacqueline et David Hare s'installent dans le Connecticut avec Aube. Jacqueline dispose d'un atelier dans lequel elle passe ses journées à peindre. Le couple a pour voisins Alexander Calder, Kay Sage et Yves Tanguy. En avril 1944, la Norlyst gallery de New York organise sa première exposition monographique.
En février 1946, Breton reprend Aube en France avec sa nouvelle épouse Elisa. Aube repart pour l'Amérique un an plus tard rejoindre sa mère. Entre-temps, Jacqueline voyage dans les États du Sud-Ouest (Arizona, Colorado, Nouveau Mexique) et visite les réserves des Indiens Hopi et Navajos.
Jacqueline revient en France en 1947, sans David Hare, et participe à deux expositions parisiennes placées sous le signe du surréalisme : Un nouveau mythe : 8e exposition internationale du surréalisme, grande exposition réalisée par André Breton à la galerie Maeght en juillet 1947, et puis une exposition monographique à la galerie Pierre Loeb en octobre 1947.
En début 1948 Jacqueline repart pour l'Amérique avec Aube. En juin, Jacqueline donne naissance à un fils, Merlin.
En octobre 1949, Aube revient définitivement à Paris (sans sa mère) pour vivre avec son père.
En 1954, après un dernier séjour chez les Indiens Pueblo, Jacqueline quitte définitivement David Hare et revient en France avec Merlin. Elle commence à peindre des paysages.

### Simiane-la-Rotonde
À l'été 1963, Jaqueline découvre le village de Simiane-la-Rotonde en Haute-Provence. Elle occupe une maison prêtée par Henri Laugier, alors directeur du CNRS.
De cette année commence l'alternance de sa vie dans son atelier parisien en hiver et au printemps, puis à Simiane, l'été et à l'automne et le format de ses tableaux s'agrandit.

En 1967, elle expose au château d'Antibes, chez Picasso, avec l'aide de Marie Cuttoli. Le catalogue est préfacé par le poète Yves Bonnefoy.
En 1966, avec René Char, elle manifeste contre l'installation des missiles sur le plateau d'Albion, puis contre l'extension du camp militaire du Larzac.
En 1979 et 1981, Jacqueline effectue deux séjours aux États-Unis.
En 1988, elle se retire dans une maison de santé, à Rochecorbon (Indre-et-Loire).
Sa carrière d'artiste a souffert de la stature de Breton qui ne la cite même pas dans son ouvrage Le Surréalisme et la peinture : « Il me présentait à ses amis comme une naïade parce qu'il jugeait cela plus poétique que de me présenter comme un peintre en quête de travail. Il voyait en moi ce qu'il voulait voir mais en fait il ne me voyait pas réellement. »

## Œuvres
Œuvres surréalistes
- Pour une poche, boîte surréaliste : carré de soie noire, épingles et bois[28],
- La Femme blonde, 1930, huile sur bois[29]
- Le Petit mimétique, avec André Breton, 1936, boîte surréaliste : insecte ailé (libellule ?) sur amas de feuilles mortes séchées dans un écrin de bois tapissé d'un papier translucide couleur de miel[30]
- Pont du demi-sommeil, 1937, carte postale
- La Roue sanglante ou L'As de la Révolution, 1941[31]
- Baudelaire. Génie d'Amour - Flamme, 1941, encre et gouache sur papier[32]
- In spite of everything spring, 1942, huile sur toile 110 × 153 cm[33]
- Sans titre, 1943, mine de plomb et pastel, 50 × 40 cm[34]
- Constructions intérieures, maison, jardin, 1946, huile sur toile, 106 × 126 cm, collection particulière Aube Élléouët-Breton et Merlin Hare[35]
- Le Puits, 1946, huile sur toile, 83,5 × 83,5 cm, collection particulière Aube Élléouët-Breton et Merlin Hare[36]
- Constructions intérieures maisons jardins, 1946, huile sur toile, collection particulière Aube Élléouët-Breton et Merlin Hare[37]
- Forêt, 1948, huile sur toile, 56,5 × 77 cm, collection particulière Aube Élléouët-Breton et Merlin Hare[38]
- Sans titre, 1948, huile sur toile, 77 × 102 cm, collection particulière Aube Élléouët-Breton et Merlin Hare[39]
- Tournesol, 1948, huile sur toile, 84 × 76 cm, collection particulière Aube Élléouët-Breton et Merlin Hare[40]
- Sans titre, 1949, huile sur toile, 38 × 122 cm, collection particulière Aube Élléouët-Breton et Merlin Hare[41]

Tableaux réalisés après 1949
(et reproduits dans le catalogue "Cazin", sauf mention contraire)
- Nature morte , 1957, huile sur toile, 54 × 64 cm, collection particulière Aube Élléouët-Breton et Merlin Hare[42]
- Ciel, 1960, huile sur toile, 125,5 × 135,5 cm
- Paysage avec arbre, 1960, encre et huile sur papier, 41 × 32,5 cm
- Cultures de Biot, 1962, huile sur papier, 24,5 × 31 cm
- Paysage de Simiane, 1963, huile sur papier marouflé sur toile, 120,5 × 135 cm
- Paysage de Simiane, 1963, gouache sur papier journal, 42,5 × 58 cm
- Simiane, 1963, huile sur papier journal, 49,5 × 69 cm
- Simiane, 1963, huile sur toile, 139 × 125 cm, collection particulière Aube Élléouët-Breton et Merlin Hare[43]
- Paysage, 1963, gouache sur papier journal, 33 × 49 cm
- Plaine de Simiane, 1964, huile sur toile, 88,5 × 116 cm
- Simiane, 1964, huile sur papier marouflé sur toile, 109 × 116 cm
- Simiane, 1964, huile sur toile, 101 × 151 cm
- Simiane, 1965, huile sur toile, 112 × 163 cm
- Simiane-la-Rotonde, 1965, encre sur papier, 45 × 55 cm
- Simiane, 1965-67, huile sur toile, 75 × 100 cm
- Atelier, 1966, huile sur toile, 66 × 50 cm, collection particulière Aube Élléouët-Breton et Merlin Hare[44]
- Plaine de Simiane, 1966-67, huile sur toile, 121,5 × 157 cm
- Source, 1967, huile sur papier kraft marouflé sur toile, 125,5 × 154 cm
- Rochers, 1967, encre sur papier kraft marouflé sur carton, 50 × 40 cm
- Ciel, 1967, huile sur toile, 89 × 92 cm
- Collines, 1968, gouache sur papier journal, 57 × 81 cm
- Source écrin, 1968, huile sur toile, 73 × 54 cm
- Lettre à Fabrice, 1er octobre 1968, encre, huile et feutre rouge sur papier recto-verso, 48 × 63 cm
- Paysage, 1969, huile sur papier kraft, 57 × 77 cm
- Paysage de Haute-Provence, 1960-70, gouache[45]
- Paysage vert et cercle rose, 1970, huile sur toile, 63,5 × 122 cm
- Paysage mauve, 1970, huile sur toile, 132 × 153,5 cm
- Paysage de Simiane, 1970, huile sur toile marouflée sur carton, 47 × 49 cm
- Petit dessin de montagne, 1970, encre sur papier, 10,5 × 17 cm
- Ville de jour, 1970, huile sur toile, 125,5 × 110 cm, collection particulière Aube Élléouët-Breton et Merlin Hare[46]
- Village de Simiane, 1971, huile sur toile, 118 × 191 cm, collection particulière Aube Élléouët-Breton et Merlin Hare[47]
- Paysage, 1972, encre et huile sur papier marouflé sur carton, 50 × 66 cm
- Sans titre, 1973, huile sur toile, 150 × 119 cm, collection particulière Aube Élléouët-Breton et Merlin Hare[48]
- Ciel, 1974, huile sur toile, 154 × 141 cm, collection particulière Aube Élléouët-Breton et Merlin Hare[49]
- Nuages roses sur fond turquoise, 1975, huile sur toile, 51 × 66 cm
- Paysage noir et blanc, 1976, gouache sur papier, 49 × 64 cm
- Arc-en-ciel, 1977, huile sur toile, 50,5 × 56 cm
- Ciel voilé, 1977, huile sur toile, 93 × 102 cm
- Colline, 1978, encre et huile sur papier marouflé sur carton, 40 × 50 cm
- Fleurs d'eau, 1978, huile sur toile, 222 × 191 cm, collection particulière Aube Élléouët-Breton et Merlin Hare[50]
- San Diego, 1979, huile sur papier, 55,5 × 71,5 cm
- Étang ovale, 1980, huile sur toile, 194,5 × 154,5 cm
- Paysage, 1980, encre sur papier, 38,5 × 48 cm
- Nuages blancs sur fond turquoise, 1980, huile sur toile, 132 × 138 cm
- Crête d'un village, 1970-84, huile sur toile marouflée sur carton, 26,5 × 17,5 cm
- Paysage noir et blanc, 1984, huile sur toile, 101,5 × 102 cm
- Mont habité, 1984, huile et encre sur papier, 50 × 66 cm
- Paysage, série Villes, 1970-85, gouache[51]
- Atelier boulevard Bonne Nouvelle, 1985, dessin, encre sur papier, 42 × 56 cm
- Village de Simiane, 1971-86, huile sur toile, 88,5 × 116 cm
- Montagne de Valsaintes, 1986, huile sur toile, 65 × 100 cm
- Village de Simiane, 1966-87, encre et huile sur papier, 48,5 × 64 cm

### Filmographie
- Jacqueline Lamba, l'Amour Fou, film documentaire réalisé par Fabrice Maze, co-produit par Seven Doc, Aube Elléouët et Oona Elléouët, sorti en 2005.